# Homère, Iliade
Homère, Iliade est une œuvre de l'écrivain italien Alessandro Baricco, publiée en 2006.
En se basant sur la traduction de l'œuvre originale, l'Iliade d'Homère, par Maria Grazia Ciani, Alessandro Baricco propose une réécriture de l'œuvre dans laquelle chaque chapitre est la voix d'un personnage en particulier, qui nous offre son point de vue et ses sensations quant à la guerre de Troie.